# Aeropuerto de Jodhpur
El Aeropuerto de Jodhpur (IATA: JDH, OACI: VIJO) es un aeropuerto en Jodhpur, Rajasthan, India, utilizado principalmente por la Fuerza Aérea India. Estuvo activo durante la Guerra de Kargil de 1999. Los Mig-27, Mig-29 y Mig-25 fueron ampliamente utilizados por la FAI desde esta base.  

## Aerolíneas y destinos
| Aerolíneas | Destinos                                                        |
| ---------- | --------------------------------------------------------------- |
| Air India  | Delhi, Bombay                                                   |
| IndiGo     | Bengaluru, Chennai, Delhi, Guwahati, Hyderabad, Calcuta, Bombay |
| Star Air   | Belgaum                                                         |

## Estadísticas
Ver fuente y consulta Wikidata.